# Tipula (Lunatipula) cressa
Tipula (Lunatipula) cressa is een tweevleugelige uit de familie langpootmuggen (Tipulidae). De soort komt voor in het Palearctisch gebied.